# Кацухіто Горай
Кацухіто Горай (яп. 五来 克仁, нар. 1 вересня 1960, Токіо, Японія) — японський майстер кіокушин карате, шихан 7-го дану, генеральний секретар Міжнародної організації карате Kyokushinkaikan (IKO), директор Міжнародного відділу IKO та головний інструктор додзьо Kyokushin Karate New York (KKNY).

## Біографія
Кацухіто Горай народився 1 вересня 1960 року в Токіо, Японія. З дитинства захоплювався бойовими мистецтвами. Навчався в середній школі, а згодом вступив до Університету Васеда, де продовжив тренування в гілці «Дзьосай» під керівництвом Сосая Масутацу Оями.
У 1984 році посів шосте місце на Відкритому чемпіонаті Японії з карате.
У 1989 році переїхав до США, де закінчив Фордгемський університет у Нью-Йорку за спеціальністю «бізнес-управління».

## Кар'єра в IKO
У лютому 1994 року Сосай Масутацу Ояма особисто призначив Горая керівником філії IKO в США. Це було останнє призначення Оями перед його смертю у квітні того ж року.
Після цього Горай відкрив першу філію IKO Kyokushinkaikan у Нью-Йорку — Kyokushin Karate New York (KKNY).
У листопаді 1994 року Канчо Шокей Мацуї призначив Горая директором Міжнародного відділу IKO та генеральним секретарем Міжнародного комітету IKO.

## Міжнародна діяльність
Шихан Горай активно сприяє розвитку кіокушин карате у світі. Він проводив семінари та дан-тести в багатьох країнах, включаючи Іспанію, Польщу, Бельгію, Болгарію та Україну.
У червні 2023 року він відвідав Одесу, де разом із президентом Національної федерації України з кіокушин карате Станіславом Близнюком провів збори спортсменів з південних регіонів країни.

## Особисте життя
Кацухіто Горай проживає в Нью-Йорку, США.